# Camponotus dicksoni
Camponotus dicksoni é uma espécie de inseto do gênero Camponotus, pertencente à família Formicidae.